# 亞斯特魯布希納
51°44′50″N 34°15′35″E / 51.74722°N 34.25972°E

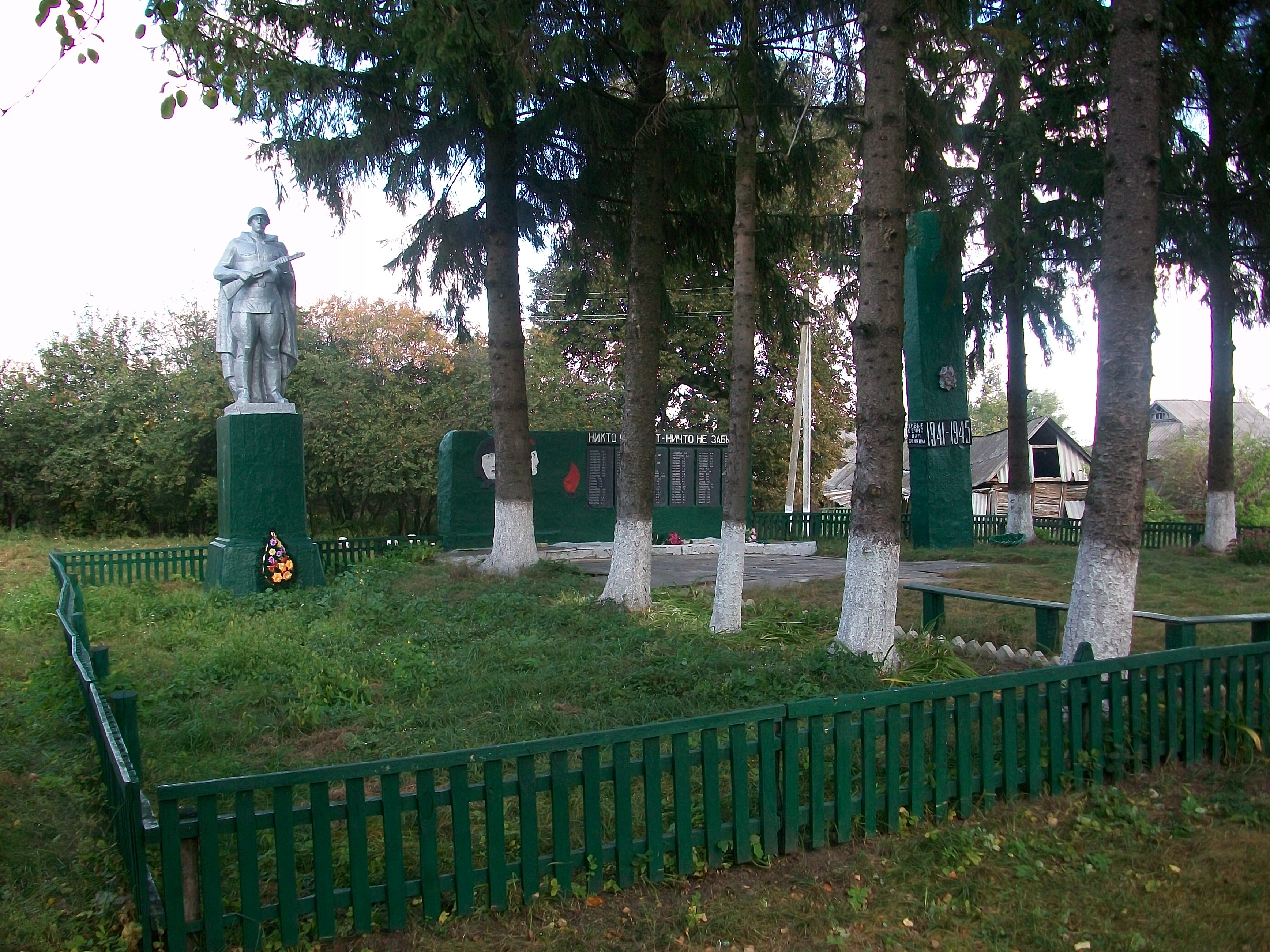
烈士纪念碑

亞斯特魯布希納（烏克蘭語：Яструбщина）是位於烏克蘭東北部的村莊，由蘇梅州紹斯特卡區的埃斯曼市鎮負責管轄。該村處於洛克尼亞河右岸，距離烏拉諾韋1.5公里，海拔高度167米，2001年人口307。